# Cuasicírculo
En matemáticas, un cuasicírculo es una curva de Jordan en el plano complejo, que es la imagen de una circunferencia sometida a una aplicación cuasiconformal del plano sobre sí mismo. Originalmente introducidas de forma independiente por Pfluger (1961) y Tienari (1962), en la bibliografía más antigua (en alemán) se las denominaba curvas cuasiconformales, una terminología que también se aplicaba a los arcos. En análisis complejo y teoría de funciones geométricas, los cuasicírculos juegan un papel fundamental en la descripción del espacio universal de Teichmüller, a través de los homeomorfismos cuasisimétricos del círculo. Los cuasicírculos también juegan un papel importante en los sistemas dinámicos holomorfos.

## Definiciones
Un cuasicírculo se define como la imagen de un círculo bajo una aplicación cuasiconformal de la esfera de Riemann. Se denomina un K-cuasicírculo si la aplicación cuasiconformal tiene dilatación K. La definición de cuasicírculo generaliza la caracterización de una curva de Jordan como la imagen de un círculo sometida a un homeomorfismo del plano. En particular, un cuasicírculo es una curva de Jordan. El interior de un cuasicírculo se llama cuasidisco.
Como se muestra en Lehto y Virtanen (1973), donde se usa el término más antiguo de curva cuasiconformal, si una curva de Jordan es la imagen de un círculo bajo una aplicación cuasiconformal en una vecindad de la curva, entonces también es la imagen de un círculo bajo una aplicación cuasiconformal del plano extendido y por lo tanto un cuasicírculo. Lo mismo es cierto para los arcos cuasiconformales que pueden definirse como imágenes cuasiconformales de un arco circular en un conjunto abierto o de manera equivalente en el plano extendido.

## Caracterizaciones geométricas
Ahlfors (1963) dio una caracterización geométrica de los cuasicírculos como aquellas curvas de Jordan para las que el valor absoluto de la razón anarmónica de cualesquiera de cuatro de sus puntos, tomados en orden cíclico, está acotado por debajo por una constante positiva.
Ahlfors también demostró que los cuasicírculos se pueden caracterizar en términos de una desigualdad del triángulo inverso para tres puntos: debe haber una constante C tal que si se eligen dos puntos z1 y z2 en la curva y z3 se encuentra en el más corto de los arcos resultantes, entonces
{\displaystyle |z_{1}-z_{3}|+|z_{2}-z_{3}|\leq C|z_{1}-z_{2}|.}
Esta propiedad también se llama torneado acotado o la condición de arco.
Para las curvas de Jordan en el plano extendido que pasa por el ∞,Ahlfors (1966) dio una condición más simple necesaria y suficiente para ser un cuasicírculo. Hay una constante C > 0 tal que si
z1, z2 son cualquier punto en la curva y z3 se encuentra en el segmento entre ellos, entonces
{\displaystyle \displaystyle {\left|z_{3}-{z_{1}+z_{2} \over 2}\right|\leq C|z_{1}-z_{2}|.}}
Estas caracterizaciones métricas implican que un arco o curva cerrada es cuasiconformal siempre que surge como la imagen de un intervalo o del círculo bajo una aplicación bilipschitziana f, es decir, satisfaciendo que
{\displaystyle C_{1}|s-t|\leq |f(s)-f(t)|\leq C_{2}|s-t|}
para constantes positivas Ci.

## Cuasicírculos y homeomorfismos cuasimétricos
Si φ es un homeomorfismo cuasimétrico del círculo, entonces existen aplicaciones conformes f de [z| < 1 y g de  |z| > 1 en regiones disjuntas de modo que el complemento de las imágenes de f y de g es una curva de Jordan. Las aplicaciones f y g se extienden continuamente hasta el círculo |z| = 1 y la ecuación de ligadura
{\displaystyle \varphi =g^{-1}\circ f}
mantiene. La imagen del círculo es un cuasicírculo.
Por el contrario, utilizando teorema de representación conforme de Riemann, las aplicaciones conformes f y g que uniforman el exterior de un cuasicírculo dan lugar a un homeomorfismo cuasimétrico a través de la ecuación anterior.
El espacio del cociente del grupo de homeomorfismos cuasimétricos por el subgrupo de transformaciones de Möbius proporciona un modelo de espacio universal de Teichmüller. La correspondencia anterior muestra que el espacio de los cuasicírculos también se puede tomar como modelo.

## Reflexión cuasiconformal
Una reflexión cuasiconformal en una curva de Jordan es una aplicación cuasiconformal de inversión de orientación de período 2 que cambia el interior y el exterior de los puntos de fijación de la curva sobre la curva. La aplicación
{\displaystyle \displaystyle {R_{0}(z)={1 \over {\overline {z}}}}}
proporciona tal reflexión para el círculo unitario, y cualquier cuasicírculo admite una reflexión cuasiconformal.Ahlfors (1963) demostró que esta propiedad caracteriza a los cuasicírculos.
Ahlfors señaló que este resultado se puede aplicar a funciones univalentes holomórficas delimitadas uniformemente f(z) en el disco unidad D. Sea Ω = f(D). Como Carathéodory había demostrado usando su teoría de finales primos, f se extiende continuamente al círculo unitario si y solo si ∂Ω está conectado localmente, es decir, admite un recubrimiento mediante un número finito de conjuntos conectados compactos de diámetro arbitrariamente pequeño. La extensión del círculo es 1-1 si y solo si ∂Ω no tiene puntos de corte, es decir, puntos que cuando se eliminan de ∂Ω producen un conjunto no conexo. El teorema de Carathéodory muestra que un conjunto local sin puntos de corte es solo una curva de Jordan y que, precisamente en este caso, la extensión de f al disco unitario cerrado es un homeomorfismo. Si f se extiende a una aplicación cuasiconformal del plano complejo extendido, entonces ∂Ω es por definición un cuasicírculo. Por el contrario,Ahlfors (1963) observó que si ∂Ω es un cuasicírculo y R1 denota la reflexión cuasiconformal en ∂Ω, entonces la asignación
{\displaystyle \displaystyle {f(z)=R_{1}fR_{0}(z)}}
para |z| > 1 define una extensión cuasiconformal de f al plano complejo extendido.

## Sistemas dinámicos complejos

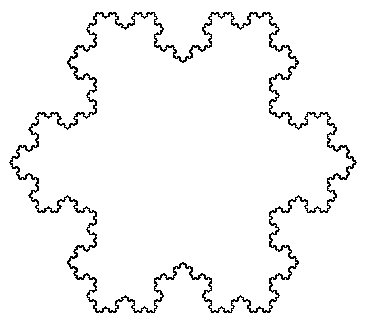
Copo de nieve de Koch

Se sabía que los cuasicírculos surgían como los conjuntos de Julia de las aplicaciones racionales R(z).Sullivan (1985) demostró que si el conjunto de Fatou de R tiene dos componentes y la acción de R en el conjunto de Julia es "hiperbólica", es decir, hay constantes c > 0 y A > 1 tales que
{\displaystyle |\partial _{z}R^{n}(z)|\geq cA^{n}}
en el conjunto de Julia, entonces el conjunto de Julia es un cuasicírculo.
Hay muchos ejemplos:
- Los polinomios cuadráticos R(z) = z2 + c con un punto fijo atractor
- El conejo de Douady (c = –0,122561 + 0,744862i, donde c3 + 2 c2 + c + 1 = 0)
- Los polinomios cuadráticos z2 + λz  con |λ| < 1
- El copo de nieve de Koch

## Grupos cuasi-fuchsianos
Los grupos cuasi-fuchsianos se obtienen como deformaciones cuasiconformales del grupo fuchsiano. Por definición, sus conjuntos límite son cuasicírculos.
Sea Γ un grupo fuchsiano del primer tipo: un subgrupo discreto del grupo de Möbius que conserva el círculo unitario. actuando propiamente de forma discontinua sobre el disco unitario D y con conjunto límite el círculo unitario.
Sea μ (z) una función medible en D con
{\displaystyle \|\mu \|_{\infty }<1}
tal que μ es Γ invariante, es decir
{\displaystyle \mu (g(z)){{\overline {\partial _{z}g(z)}} \over \partial _{z}g(z)}=\mu (z)}
para cada g en Γ. (μ es, por tanto, un "diferencial de Beltrami" en la superficie de Riemann D/Γ.)
Se extiende μ a una función en C configurando μ (z) = 0 en D.
La ecuación de Beltrami
{\displaystyle \partial _{\overline {z}}f(z)=\mu (z)\partial _{z}f(z)}
admite una solución única hasta la composición con una transformación de Möbius.
Es un homeomorfismo cuasiconformal del plano complejo extendido.
Si g es un elemento de Γ, entonces f(g(z)) da otra solución de la ecuación de Beltrami, de modo que
{\displaystyle \alpha (g)=f\circ g\circ f^{-1}}
es una transformación de Möbius.
El grupo α(Γ) es un grupo cuasi-fuchsiano con límite establecido en el cuasicírculo dado por la imagen del círculo unitario bajo f.

## Dimensión de Hausdorff

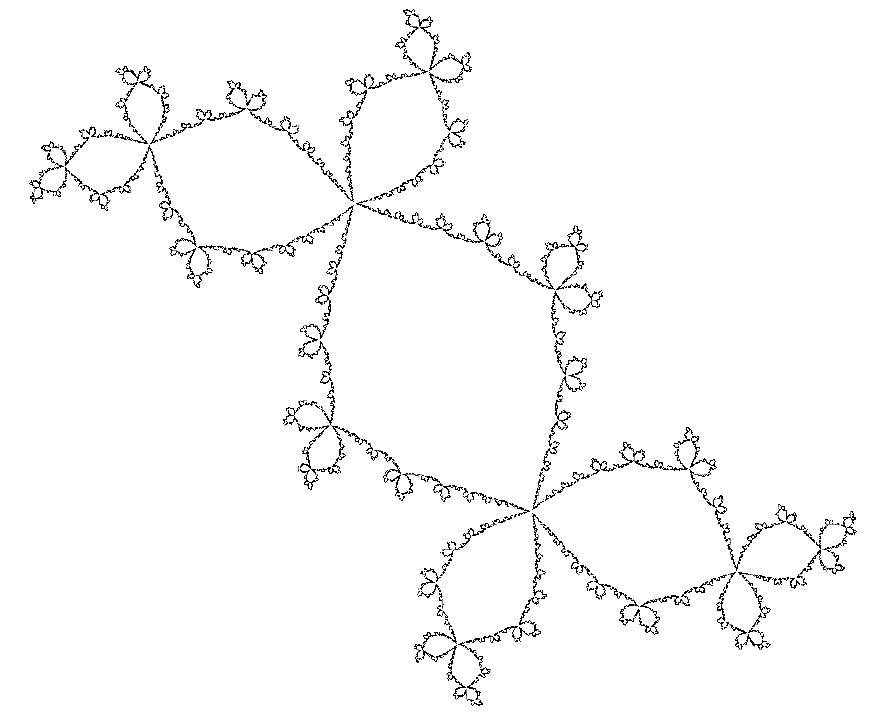
El conejo de Douady se compone de cuasicírculos con una dimensión de Hausdorff de aproximadamente 1.3934

Se sabe que hay cuasicírculos para los que ningún segmento tiene una longitud finita. La dimensión de Hausdorff-Besicovitch de los cuasicírculos fue investigada por primera vez por Gehring y Väisälä (1973), quien demostró que puede tomar todos los valores en el intervalo [1,2).Astala (1993), utilizando la nueva técnica de los movimientos holomórficos fue capaz de estimar el cambio en la dimensión de Hausdorff de cualquier conjunto plano bajo una aplicación cuasiconformal con dilatación K. Para los cuasicírculos C, hubo una estimación bruta para la dimensión de Hausdorff
{\displaystyle d_{H}(C)\leq 1+k}
donde
{\displaystyle k={K-1 \over K+1}.}
Por otro lado, la dimensión de Hausdorff para los conjuntos de Julia Jc de las iteraciones de las aplicaciones racionales
{\displaystyle R(z)=z^{2}+c}
había sido estimado como resultado del trabajo de Rufus Bowen y de David Ruelle, quienes demostraron que
{\displaystyle 1<d_{H}(J_{c})<1+{|c|^{2} \over 4\log 2}+o(|c|^{2}).}
Dado que estos son cuasicírculos correspondientes a una dilatación
{\displaystyle K={\sqrt {1+t \over 1-t}}}
donde
{\displaystyle t=|1-{\sqrt {1-4c}}|,}
esto llevó a Becker y Pommerenke (1987) a demostrar que para k pequeño
{\displaystyle 1+0.36k^{2}\leq d_{H}(C)\leq 1+37k^{2}.}
Habiendo mejorado el límite inferior siguiendo los cálculos para el copo de nieve de Koch con Steffen Rohde y Oded Schramm,Astala (1994) conjeturó que
{\displaystyle d_{H}(C)\leq 1+k^{2}.}
Esta conjetura fue probada por Smirnov (2010); ya se dio una reseña completa de su prueba, antes de la publicación, en Astala, Iwaniec y Martin (2009).
Para un grupo cuasi-fuchsiano,Bowen (1978) y Sullivan (1982) demostraron que la dimensión de Hausdorff d del límite establecido es siempre mayor que 1. Cuando d < 2, la cantidad
{\displaystyle \lambda =d(2-d)\,\in (0,1)}
es el valor propio más bajo del laplaciano de la correspondiente 3-variedad hiperbólica.